# Tre Harris
Cleveland Joseph Harris III, detto Tre (Lafayette, 28 febbraio 2002), è un giocatore di football americano statunitense che milita nel ruolo di wide receiver per i Los Angeles Chargers della National Football League (NFL).

## Carriera universitaria

### Louisiana Tech
Nella sua prima stagione alla Louisiana Tech University nel 2020, Harris disputò 7 partite, facendo registrare una ricezione da 20 yard. Nel 2021 disputò 12 partite, di cui 9 come titolare, piazzandosi secondo nella squadra con 40 ricezioni per 562 yard e 4 touchdown. L’anno seguente ricevette 65 passaggi per 935 yard e 10 marcature, venendo inserito nella formazione ideale della Conference USA. A fine anno optò per cambiare istituto.

### Ole Miss
Harris alla fine scelse di giocare per gli Ole Miss Rebels. Nel suo debutto come la nuova Maglia contro Mercer ricevette 133 yard e 4 touchdown, quest’ultimo un nuovo record dell’istituto. Dopo il primo mese di gioco fu nominato uno dei miei tre giocatori trasferitisi della nazione Pro Football Focus (PFF). Contro LSU numero 12 del ranking ricevette153 yard e segnò il touchdown della vittoria per 55–49. Nel 2024 fu inserito nella formazione ideale della Southeastern Conference.

## Carriera professionistica

### Los Angeles Chargers
Harris fu scelto nel corso del secondo giro (55º assoluto) del Draft NFL 2025 dai Los Angeles Chargers.